# Gravel and Tar La Femme
A Gravel and Tar La Femme é uma carreira ciclista profissional de um dia feminina que se realiza na região de Manawatu-Wanganui na Nova Zelândia. É a versão feminina da carreira do mesmo nome.
De maneira similar a sua homóloga masculina, a prova inclui 5 trechos em gravilha que somam aproximadamente 40 km e 76 km adicionais em terreno liso.
A primeira edição disputou-se no ano de 2019 como parte do Calendário UCI Feminino baixo a categoria 1.2 e foi vencida pela ciclista australiana Brodie Chapman.

## Palmarés
| Ano  | Vencedor           | Segundo         | Terceiro         |           |
| ---- | ------------------ | --------------- | ---------------- | --------- |
| 2019 | Brodie Chapman     | Jenna Merrick   | Rylee McMullen   |           |
| 2020 | Niamh Fisher-Black | Samara Sheppard | Ella Bloor       |           |
| 2021 | Olivia Ray         | Sharlotte Lucas | Rylee McMullen   |           |
| 2022 | cancelado          | cancelado       | cancelado        | cancelado |
| 2023 | cancelado          | cancelado       | cancelado        | cancelado |
| 2024 | Kate McCarthy      | Sammie Maxwell  | Charlotte Clarke |           |

## Palmarés por países
| País          | Vitórias |
| ------------- | -------- |
| Austrália     | 1        |
| Nova Zelândia | 1        |